# Juchitán (kommun i Mexiko)
Juchitán är en kommun i Mexiko.   Den ligger i delstaten Guerrero, i den södra delen av landet, 300 km söder om huvudstaden Mexico City. Antalet invånare är 2 944.
Följande samhällen finns i Juchitán:
- Carrizalillo
- El Aguacate
- El Coco
- Los Callejones
- San José el Capulín
- Los Pelillos
- Rayito de Luna
- Barrio Nuevo
- La Cuchilla
- Plan de Buena Vista